# Saint-Théoffrey
Saint-Théoffrey é uma comuna francesa na região administrativa de Auvérnia-Ródano-Alpes, no departamento de Isère.